# Luís Athouguia
Luís Pepulim Jervis de Athouguia (Cascais, Cascais, 22 de Fevereiro de 1953) é um artista plástico português.

## Biografia
Filho do Arq.º Rui Jervis Atouguia, de ascendência Inglesa, que usou o título de 4.º Visconde de Atouguia, e de sua mulher Maria Domingas Cirilo de Carvalho Pepulim, neta materna de Mariano Carvalho.
Luis Athouguia é diplomado pelo Instituto Superior de Arte e Design (IADE).

## Prémios
- 1997 — Prémio Vespeira pela Bienal do Montijo.[3]
- 2004 — Prémio Valentín Ruiz Aznar.[4]
- 2011 — Prémio do Salão da Sociedade Nacional de Belas Artes[5]